# Yes! Pretty Cure 5
Yes! Pretty Cure 5 (jap. Yes! プリキュア5 Yesu! PuriKyua Faibu) – japońskie anime z gatunku mahō-shōjo, czwarte z serii Pretty Cure, autorem wszystkich czterech części serii jest Izumi Todo. Seria Yes! PreCure 5 emitowana była od 4 lutego 2007 do 27 stycznia 2008 roku. Bezpośrednim sequelem serii jest anime Yes! Pretty Cure 5 GoGo! (jap. Yes! プリキュア5 GoGo! Yesu! PuriKyua Faibu GoGo!), które było emitowane od 3 lutego 2008 do 25 stycznia 2009 roku. Powstały także dwa filmy, których premiera odbyła się 10 listopada 2007 roku i 8 listopada 2008 roku.

## Opis fabuły
Nozomi Yumehara, zwykła uczennica znajduje magiczną książkę nazwaną Dream Collet w szkolnej bibliotece i spotyka Coco, stworzenie z Królestwa Palmier. Nozomi postanawia pomóc odnowić jego świat, który został zniszczony przez organizację o nazwie Nightmare, przez dokończenie Dream Collet i znalezienie 55 Pinkies, aby każde życzenie się spełniło. Poprzez swoją decyzję o pomocy dla Coco udowadnia, że ma serce Pretty Cure, a gdy różowy motyl ląduje na jej nadgarstku zmieniając się w Pinky Catch Nozomi zyskuje możliwość transformacji w Cure Dream. Organizacja Nightmare walczy z wojowniczkami Pretty Cure, aby ukraść Dream Collet i ostatecznie je pokonać. Nozomi musi zebrać cztery inne uczennice, które są Pretty Cure, tak aby mogły chronić Dream Collet i uratować Nuts'a z jego więzienia znajdującego się wewnątrz tej książki. Wraz z Cure Rouge, Cure Lemonade, Cure Mint i Cure Aqua tworzą zespół Pretty Cure 5.
W serii GoGo! wprowadzona zostaje nowa członkini do zespołu Pretty Cure. Ogród Cure Rose Garden (jap. キュアローズガールデン Kyua Rōzu Gāruden) był zawsze ukryty przed ludzkim okiem. Flora – strażniczka tego miejsca czuwa nad nim i sprawia, że droga do tego tajemniczego obszaru nie pojawia się. Jednak Eternal, organizacja znana z gromadzenia skarbów i dzieł sztuki z wielu światów, próbuje dostać się do ogrodu. Aby to zrobić, najpierw atakują Królestwo Palmier i czterech innych królestw. Flora przeczuwa nadchodzące niebezpieczeństwo i wysyła list do Nozomi i Pretty Cure 5. Ich nowym zadaniem jest znalezienie czterech władców, którzy uciekli ze swoich królestw, gdyż to właśnie oni posiadają klucze do ogrodu Cure Rose Garden.

## Postacie

### Pretty Cure
Nozomi Yumehara (jap. 夢原 のぞみ Yumehara Nozomi) / Cure Dream (jap. キュア・ドリーム Kyua Dorīmu) / Shining Dream (jap. シャイニング・ドリーム Shainingu Dorīmu), Pretty Cure Nadziei
Seiyū: Yūko Sanpei 
Nozomi ma 14 lat i chodzi do drugiej klasy L'École des Cinq Lumières Institute. Nozomi wydaje się być typową bohaterką shōjo. Nie ma specjalnego talentu jak inne bohaterki PreCure, jest niezdarna i beztroska, ale jej pogodna i optymistyczna postawa przynosi jej szacunek innych. Ma zwyczaj mówić "To postanowione!" (jap. 决定! Ket-tei). Zostaje jedną z Pretty Cure, aby spełnić obietnicę wypełnienia marzenia Coco. Nozomi jest w nim zakochana. Stopniowo zaczyna myśleć o byciu nauczycielem w przyszłości. Mimo że jej koleżanki z zespołu bardzo się od niej różnią, są dobrymi przyjaciółkami. Cure Dream przedstawia się jako Wielka moc nadziei, Cure Dream! (jap. 大いなる希望の力、キュア・ドリーム! Ōi naru kibō no chikara, Kyua Dorīmu!; The Great Power of Hope, Cure Dream!).
W filmach anime może przemienić się w Shining Dream, przedstawia się wtedy jako Cudowne światło odważnych uczuć, Shining Dream! (jap. 想いを咲かせる奇跡の光、シャイニング・ドリーム！ Omoi o sakaseru kiseki no hikari, Shainingu Dorīmu!; The miraculous light of courageous feelings, Shining Dream!).
Rin Natsuki (jap. 夏木 りん Natsuki Rin) / Cure Rouge (jap. キュア・ルージュ Kyua Rūju), Pretty Cure Pasji
Seiyū: Junko Takeuchi 
Rin ma 14 lat i chodzi do tej samej szkoły co jej przyjaciółki. Jest chłopczycą i uprawia tyle sportów, że każda szkolna drużyna chce ją mieć w swoim zespole. Ma bardzo bezpośrednią i przyziemną osobowość, która ostro kontrastuje z osobowością jej przyjaciółki z dzieciństwa Nozomi. Jej rodzice prowadzą kwiaciarnię, jest bardzo zajęta pomagając rodzicom i opiekując się młodszym rodzeństwem. Cure Rouge przedstawia się jako Czerwony płomień pasji, Cure Rouge! (jap. 情熱の赤い炎、キュア·ルージュ! Jōnetsu no akai honō, Kyua Rūju!; The Red Flame of Passion, Cure Rouge!).
Urara Kasugano (jap. 春日野 うらら Kasugano Urara) / Cure Lemonade (jap. キュア・レモネード Kyua Remonēdo), Pretty Cure Żywiołowości
Seiyū: Mariya Ise 
Urara ma 13 lat i jest najmłodszą z Pretty Cure. Jest uroczą blondynką i uczennicą pierwszej klasy z wymiany. Jest w połowie Japonką i Francuzką. Chce przejąć marzenie matki, która była znaną aktorką zanim zmarła, więc angażuje się w karierę rozrywkową. Dzięki tym złożonym powodom ma dojrzałą i realistyczną osobowość, a także niewielu przyjaciół. Zanim dołączyła do zespołu, poznała tożsamości z Nozomi i Rin, i nie była aż tak zaskoczona jak inne. Cure Lemonade przedstawia się jako Tryskający życiem zapach cytryny, Cure Lemonade! (jap. はじけるレモンの香り、キュア・レモネード! Hajikeru remon no kaori, Kyua Remonēdo!; The Effervescent Fragrance of Lemon, Cure Lemonade!).
Komachi Akimoto (jap. 秋元 こまち Akimoto Komachi) / Cure Mint (jap. キュア・ミント Kyua Minto), Pretty Cure Spokoju
Seiyū: Ai Nagano 
Komachi ma 15 lat i jest uczennicą trzeciej klasy L'École des Cinq Lumières Institute. Jest miła, nieśmiała, lubi czytać książki i pisać. Jednak, kiedy jest bardzo rozgniewana ukazuje się jej temperament. Wraz z Karen jest wolontariuszką w bibliotece szkolnej, często spędza swój czas pisząc tam opowiadania. Jej marzeniem jest zostać pisarzem, ma szczególny talent: Nuts pochwalił ją, gdy ukończyła pierwszą historię (nie zdarza mu się to często). Jest w nim zakochana, wyraża swoje uczucia w postaci jej drugiej powieści. Jej rodzice posiadają sklep z tradycyjnymi japońskimi słodyczami. Cure Mint przedstawia się jako Spokój zielonej ziemi, Cure Mint! (jap. 安らぎの緑の大地、キュア・ミント! Yasuragi no midori no daichi, Kyua Minto!; The Tranquility of the Green Earth, Cure Mint!).
Karen Minazuki (jap. 水無月 かれん Minazuki Karen) / Cure Aqua (jap. キュア・アクア Kyua Akua), Pretty Cure Inteligencji
Seiyū: Ai Maeda 
Karen jest koleżanką z klasy Komachi i jej najlepszą przyjaciółką, pochodzi z zamożnej rodziny i jest członkiem rady uczniowskiej. Jej rodzice są muzykami, często wyjeżdżają w tournée. Tęskni za nimi, ale nie prosi o ich powrót do domu z obawy o zakłócanie ich pracy, tak więc mimo bogactwa i popularności jest często samotna. Postrzegana jest jako osoba opanowana i inspirująca, większość uczniów ją podziwia. Jak się Nozomi dowiaduje, jest najbardziej godną zaufania z Pretty Cure. Na początku ona nie ma ochoty dołączyć do zespołu. Jednak w odcinku 6, gdy dziewczyny nie radzą sobie w walce, Karen ślubuje, że będzie je chronić niezależnie od transformacji. Wyznanie to umożliwia jej przekształcenie w Cure Aqua. Podobnie jak Nozomi i Komachi (z Coco i Nuts odpowiednio) ma specjalną więź z Milk. Cure Aqua przedstawia się jako Błękitne źródło inteligencji, Cure Aqua! (jap. 知性の青き泉、キュア・アクア! Chisei no aoki izumi, Kyua Akua!; The Blue Spring of Intelligence, Cure Aqua!).

### Królestwo Palmier
Coco (jap. ココ Koko) / Kōji Kokoda (jap. 小々田 康史 Kokoda Kōji)
Seiyū: Takeshi Kusao 
Coco jest jednym ze stworzeń z Królestwa Palmier. Jest żółtą wiewiórką, poszukuje Dream Collet, aby móc odnowić swoje królestwo. Może także przekształcić się w człowieka, a później staje się nauczycielem w szkole Nozomi, aby nad nią czuwać. Coco ma silne uczucia względem Nozomi, ale waha się działać ze względu na świadomość, że będą musieli się rozstać tak szybko, jak jego królestwo zostanie odrestaurowane. Trafnie jego ludzkie nazwisko "Kokoda" brzmi jak sposób, w którym można by powiedzieć "jestem Coco" w języku japońskim. W połowie serii, okazuje się, że on i Nuts są faktycznie książętami z odrębnych części w Królestwie Palmier.
Nuts (jap. ナッツ Nattsu) / Mr. Natts (jap. 夏さん Natsu-san)
Seiyū: Miyu Irino 
Nuts także pochodzi z Królestwa Palmier. Jest brązową wiewiórką i tak jak Coco może przekształcić się w człowieka, prowadzi sklep z biżuterią o nazwie Natts House. Na początku serii jest zamknięty w Dream Collet, ale został z niego uwolniony po tym jak wszystkie 5 Pretty Cure otrzymały swoje moce. Coco opisuje go jako dobrego przyjaciela, porównuje ich przyjaźń z przyjaźnią Nozomi i Rin. W odcinku 7 Nuts jest uwolniony z Dream Collet. Z powodu wydarzeń z jego przeszłości ma trudności w zaufaniu komukolwiek i nie ufa Coco na początku. W swojej ludzkiej postaci jest tak przystojny, że powoduje inne ładne dziewczyny się rumienią.
Milk (jap. ミルク Miruku) / Kurumi Mimino (jap. 美々野 くるみ Mimino Kurumi) / Milky Rose (jap. ミルキィローズ Mirukī Rōzu), Niebieska Róża
Seiyū: Eri Sendai 
Po raz pierwszy pojawia się w odc. 21. Jest biało-różowym królikiem. Milk i Nozomi często kłócą się o jedzenie, zwłaszcza czekoladę. Początkowo Milk nie może przybrać ludzkiej postaci. Jednak udaje się to jej w serii GoGo!. Milk podziwia Coco i jest zazdrosna, gdy Nozomi z nim przebywa. Milk ma specjalną więź z Karen, ponieważ chce się nauczyć od niej przywództwa. Jej imię wymawiane od tyłu miruku no mimi (jap. ミルク の 耳) znaczy "uszy Milk". Milky Rose przedstawia się jako Niebieska róża jest symbolem tajemnicy, Milky Rose! (jap. 青いバラは秘密の印、ミルキィ・ローズ！ Aoi bara wa himitsu no shirushi, Mirukī Rōzu!; The blue rose is the secret symbol, Milky Rose!).
Syrup (jap. シロップ Shiroppu) / Shirō Amai (jap. 甘井 シロー Amai Shirō)
Seiyū: Romi Park 
Po raz pierwszy pojawia się w 1 odc. serii GoGo!. Jest pomarańczowym ptakiem, może przekształcić się w człowieka, a także przyjąć postać podobną do samolotu w razie potrzeby. Dostarcza różne przesyłki. Syrup wcześniej pracował dla Eternal, gdyż chciał odnaleźć coś w Cure Rose Garden i musiał się tam dostać, jednak odszedł z Eternal z nieznanych powodów. Kiedy Syrup był młodszy, pracował w Cure Rose Garden. W Eternal został poproszony o dostarczenie listu od Bossa dla Flory.
Syrup ma amnezję i zapomniał, kim był. Chciał znaleźć Cure Rose Garden, aby móc odzyskać swoje wspomnienia. Syrop ma również więź z Urarą, podobną do tych między Nozomi i Coco oraz Komachi i Nuts.
Mailpo (jap. メルポ Merupo)
Seiyū: Wasabi Mizuta 
Chodząca różowa skrzynka na listy, która pracuje z Syrupem. Pomaga mu w wysyłaniu i odbieraniu listów. W ostatnim odcinku wspomniane jest, że Mailpo jest czerwoną różą, którą Syrup posadził w Cure Rose Garden. Przybiera postać skrzynki na listy, aby móc być z Syrupem przez cały czas.

### Cure Rose Garden
Flora (jap. フローラ Furōra)
Seiyū: Yūko Minaguchi 
Tajemnicza kobieta, która stoi na straży ogrodu Cure Rose Garden. Ma długie różowe włosy z tiarą zdobiącą jej głowę. Boss – władca Eternal jest nią zainteresowany. W ostatnim odcinku powiedziała Syrupowi, że chciała, aby zaprzyjaźnił się z Pretty Cure i dlatego poprosiła go, aby dostarczył list dla Nozomi.

### Cztery Królestwa
King Donuts (jap. ドーナツ国王 Donatsu Kokuō)
Seiyū: Yasunori Matsumoto 
Król wróżek, pochodzi z Królestwa Donuts.
Queen Bavarois (jap. パパロア女王 Babaroa Joō)
Seiyū: Mari Adachi 
Królowa wróżek, pochodzi z Królestwa Bavarois.
Princess Crepe (jap. クレープ王女 Kurēpu Ōjo)
Seiyū: Kumiko Nishihara 
Księżniczka wróżek, pochodzi z Królestwa Crêpe.
King Montblanc (jap. モンブラン国王 Monburan Kokuō)
Seiyū: Sakiko Tamagawa 
Król wróżek, pochodzi z Królestwa Mont Blanc.

### Nightmare
Kowaiina (jap. コワイナー Kowainā)
Seiyū: Chihiro Sakurai 
Potwór służący Nightmare. Jest w stanie zawładnąć i ożywić przedmioty za pomocą specjalnych masek. Nazwa w języku japońskim jest grą słów "kowai na" (jap. 怖い), co oznacza "przerażające".
Girinma (jap. ギリンマ Girinma)
Seiyū: Nobuyuki Hiyama 
Pierwszy ze złoczyńców, który się pojawia. Może przekształcić się w modliszkę. Bardzo boi się swoich przełożonych. W swojej ludzkiej postaci nosi kapelusz i laskę.
Gamao (jap. ガマオ Gamao)
Seiyū: Akio Suyama 
Duży człowiek, który przypomina włóczęgę. Jest bardzo leniwy i często odmawia jakiejkolwiek pracy, nawet jeśli jego przetrwanie i służba Nightmare od tego zależą. Może przekształcić się w ropuchę. Jego imię pochodzi od japońskiego "gama", czyli ropucha. W swojej ludzkiej postaci jest bardzo gruby.
Arachnea (jap. アラクネア Arakunea)
Seiyū: Yōko Soumi 
Jedyna kobieta w zespole, przypomina Poisonny z pierwszego sezonu. Może przekształcić się w pająka. Jej imię oparte na jest greckim słowie "Arachne" (pająk). W swojej ludzkiej postaci ma krótkie jasnofioletowe włosy i nosi czerwoną biurową sukienkę.
Bunbee (jap. ブンビー Bunbī)
Seiyū: Wataru Takagi 
Szef Girinmy, Gamao i Arachnei. Może przekształcić się w pszczołę. W pierwszej części serii był uważany za lidera Nightmare, ale wkrótce ujawniło się, że przyjmuje rozkazy od Kawarino. W sequelu serii dołączył do Eternal.
Hadenya (jap. ハデーニャ Hadēnya)
Seiyū: Kazue Komiya 
Jeden z czarnych charakterów występujących w drugiej części serii. Może przekształcić się w stworzenie przypominające z wyglądu ptaka. Lubi brać to, czego chce i często pozwala Bunbee służyć jej w jakiś sposób.
Bloody (jap. ブラッディ Buraddi)
Seiyū: Eiji Maruyama 
Jest ostatnim członkiem Nightmare, który się pojawia. Bloody Może przekształcić się w stworzenie przypominające z wyglądu nietoperza.
Kawarino (jap. カワリーノ Kawarīno)
Seiyū: Hiro Yūki 
Sekretarz Desparai. Przekazuje jej zamiary i rozkazy innym członkom Nightmare i zdaje jej sprawozdanie z ich misji. Większość sług Nightmare się go boi. Jest on wzorowany na kameleonie i często korzysta z jego zdolności naśladowania, aby oszukiwać innych. Jego imię jest grą słów "kawaru" (jap. 変わる), co oznacza "zmiana".
Desparaia (jap. デスパライア Desuparaia)
Seiyū: Kazuko Sugiyama 
Lider Nightmares. Zamierza zdobyć życie wieczne, aby przynieść rozpacz całemu światu, dlatego kazała swoim podwładnym zdobyć Dream Collet. Jej imię powstało z połączenia wyrazów "pariah" oraz "despair" (pl. rozpacz).

### Eternal
Scorp (jap. スコルプ Sukorupu)
Seiyū: Takehito Koyasu 
Scorp jest pierwszym członkiem Eternal, jego oryginalna forma przypomina skorpiona. On wydaje się dużo wiedzieć o Syrup.
Bunbee (jap. ブンビー Bunbī)
Seiyū: Wataru Takagi 
Szef Girinmy, Gamao i Arachnei. Może przekształcić się w pszczołę. W pierwszej części serii był uważany za lidera Nightmare, ale wkrótce ujawniło się, że przyjmuje rozkazy od Kawarino. W sequelu serii dołączył do Eternal.
Nebatakos (jap. ネバタコス Nebatakosu)
Seiyū: Bin Shimada 
Nebatakos jest trzecim członkiem Eternal, jego prawdziwa forma przypomina ośmiornicę.
Yadokhan i Isohgin (jap. ヤドカーンとイソーギン Yadokān to Isōgin)
Seiyū: Kenji Nomura (Yadokhan), Chō (Isohgin) 
Isohgin i Yadokhan to duet pochodzący z Eternal, mówi się, że są najlepszymi myśliwymi. Razem, we dwoje mogą się przekształcić w kraba pustelnika.
Shibiretta (jap. シビレッタ Shibiretta)
Seiyū: Reiko Suzuki 
Jest staruszką z grzybem na głowie. Manipuluje baśniami, by walczyć z Pretty Cure, zatrzymując ich w bajkowych opowieściach.
Mucardia (jap. ムカーディア Mukādia)
Seiyū: Ryōtarō Okiayu 
Jest najnowszym członkiem Eternal i jest bardzo przystojny, używa wyglądu, by zbliżyć się do Pretty Cure. Jego prawdziwą postacią jest karaluch humanoid.
Anacondy (jap. アナコンディ Anakondi)
Seiyū: Kaori Yamagata 
Jest kobietą w średnim wieku z fioletowymi włosami przypominającą Meduzę, działa jako administrator Eternal. Jest bardzo surowa wobec wszystkich, idealnie pilnuje zasad i przepisów.
Szef (jap. 館長 Kanchō)
Seiyū: Shigeru Chiba 
Lider Eternal. Chce zyskać życie wieczne poprzez znalezienie klucza do Cure Rose Garden.
Hoshiina (jap. ホシイナー Hoshiinā)
Seiyū: Shinya Fukumatsu 
Potwory z nowej serii, które mogą wejść w każdy martwy przedmiot, powodując jego ożywienie i zniszczenie. Czarne charaktery często wykorzystują je do ataku i obrony.
Dark Pretty Cure 5 (jap. ダークプリキュア5 Dāku Purikyua Faibu)
Seiyū: Chinami Nishimura, Miki Nagasawa, Rie Kugimiya, Yuko Minaguchi, Reiko Kiuchi 
Złe klony Pretty Cure, stworzone przez Shadowa z połączenia kryształu Królestwa Lustra i mocy każdej Cure reprezentujące ich mroczne jaźnie.
Pojawiają się w filmie Yes! Precure 5: Cudowna Przygoda w Królestwie lustra!

## Moce Pretty Cure
Kwestie Cure Dream, Cure Rouge, Cure Lemonade, Cure Mint, Cure Aqua, Milky Rose

### Transformacje
Pretty Cure Metamorphose! The great power of hope, Cure Dream! The red flame of passion, Cure Rouge! The effervescent fragrance of lemon, Cure Lemonade! The tranquility of the green earth, Cure Mint! The blue spring of intelligence, Cure Aqua! With the power of hope and the light of the future, our five beautiful hearts will soar! Yes! Pretty Cure 5! (jap. プリキュア・メタモルフォーゼ！大いなる希望の力、キュア・ドリーム!情熱の赤い炎、キュア·ルージュ!はじけるレモンの香り、キュア・レモネード!安らぎの緑の大地、キュア・ミント!知性の青き泉、キュア・アクア!希望の力と未来の光、華麗に羽ばたく5つの心、Yes！プリキュア5！)
Skyrose Translate! The blue rose is the secret symbol, Milky Rose! (jap. スカイローズ・トランスレイト！青いバラは秘密の印、ミルキィ・ローズ！)

### Ataki

#### Yes! Pretty Cure 5
Cure Dream:
- The great potential of a young girl's dream... Take this! Pretty Cure Dream Attack! (jap. 夢見る乙女の底力、受けてみなさい！プリキュア・ドリームアタック！)
- The great potential of a young girl's dream... Take this! Pretty Cure Crystal Shoot! (jap. 夢見る乙女の底力、受けてみなさい！プリキュア・クリスタルシュート！) (+ Dream Torch)

Cure Rouge:
- The powerful flame of a young girl's pure heart... Take this! Pretty Cure Rouge Fire! (jap. 純情乙女の炎の力、受けてみなさい！プリキュア・ルージュファイアー！)
- The powerful flame of a young girl's pure heart... Take this! Pretty Cure Rouge Burning! (jap. 純情乙女の炎の力、受けてみなさい！プリキュア・ルージュバーニング！) (+ Rouge Tact)

Cure Lemonade:
- The effervescent power of a young girl's sparkle... Take this! Pretty Cure Lemonade Flash! (jap. 輝く乙女のはじける力、受けてみなさい！プリキュア・レモネードフラッシュ！)
- The effervescent power of a young girl's sparkle... Take this! Pretty Cure Lemonade Shining! (jap. 輝く乙女のはじける力、受けてみなさい！プリキュア・レモネードシャイニング！) (+ Lemonade Castanet)

Cure Mint:
- The earth tremors of a young girl's anger... Take this! Pretty Cure Mint Protection! (jap. 大地を揺るがす乙女の怒り、受けてみなさい！プリキュア・ミントプロテクション！)
- The earth tremors of a young girl's anger... Take this! Pretty Cure Mint Shield! (jap. 大地を揺るがす乙女の怒り、受けてみなさい！プリキュア・ミントシールド！) (+ Mint Leaf)

Cure Aqua:
- The rock-crushing power of a young girl's outpourings... Take this! Pretty Cure Aqua Stream! (jap. 岩をも砕く乙女の激流、受けてみなさい！プリキュア・アクアストリーム！)
- The rock-crushing power of a young girl's outpourings... Take this! Pretty Cure Aqua Tornado! (jap. 岩をも砕く乙女の激流、受けてみなさい！プリキュア・アクアトルネード！) (+ Aqua Ribbon)

Połączone
- Together with the power of dreams and hope join with these five lights, here and now! Pretty Cure Five Explosion! (jap. 夢と希望の力と共に五つの光を今日ここに！プリキュア・ファイブ・エクスプロージョン！) (+ Dream Torch, Rouge Tact, Lemonade Castanet, Mint Leaf, Aqua Ribbon)

#### Yes! Pretty Cure 5 GoGo!
- Pretty Cure Shooting Star! (jap. プリキュア・シューティングスター!)
  - Pretty Cure Starlight Solution (jap. プリキュア・スターライト・ソリューション) (+ Starlight Fleuret) tylko w filmie – atak Shining Dream
- Pretty Cure Fire Strike! (jap. プリキュア・ファイヤーストライク!)
- Pretty Cure Prism Chain! (jap. プリキュア・プリズムチェーン!)
- Pretty Cure Emerald Saucer! (jap. プリキュア・エメラルドソーサー!)
- Pretty Cure Sapphire Arrow! (jap. プリキュア・サファイヤアロー!)
- Let burst a snowstorm of roses, and envelop the evil power! Milky Rose Blizzard! (jap. 邪悪な力をつつみこむ、バラの吹雪を咲かせましょう！ミルキィ・ローズ・ブリザード！) (+ Milky Palette)
- Let burst the shining rose, and envelop the evil power! Milky Rose Metal Blizzard! (jap. 邪悪な力をつつみこむ、きらめくバラを咲かせましょう！ミルキィ・ローズ・メタル・ブリザード！) (+ Milky Note, Milky Mirror, Milky Palette)

Połączone
- Crystal Fleuret, the light of hope! Fire Fleuret, the light of passion! Shining Fleuret, the light of effervescence! Protect Fleuret, the light of tranquility! Tornado Fleuret, the light of intelligence! The five lights joined with courage! Pretty Cure Rainbow Rose Explosion! (jap. クリスタル・フルーレ、希望の光！ファイヤー・フルーレ、情熱の光！シャイニング・フルーレ、はじける光！プロテクト・フルーレ、安らぎの光！トルネード・フルーレ、知性の光！五つの光に勇気を乗せて！プリ・キュア・レインボー・ローズ・エクスプロージョン！) (+ Cure Fleurets)
- The red rose of hope! The blue rose of miracles! The power of the legends, now in one! Pretty Cure Milky Rose Floral Explosion! (jap. 希望の赤いバラ！奇跡の青いバラ！伝説の力を今、一つに！プリ・キュア・ミルキィ・ローズ・フローラル・エクスプロージョン！) (+ Cure Fleurets, Milky Mirror)

## Przedmioty
- Dream Collet (jap. ドリームコレット Dorīmu Koretto) – książka, która może sprawić, aby każde życzenie się spełniło. Aby mogła zadziałać potrzeba 55 Pinkies. Jest skarbem Królestwa Palmier.
- Pinkies (jap. ピンキー Pinkī)
- Pinky Catch (jap. ピンキー・キャッチュ Pinkī Kyatchu) – zegarek, dzięki któremu bohaterki mogą przemienić się w Pretty Cure, może przechowywać Pinkies. Każda z dziewczyn otrzymała jeden po tym, jak magiczny motyl wylądował na jej nadgarstku.
- Symphony Set (jap. シンフォーニー・セット Shinfonī Setto) – przedmioty służące Pretty Cure do wykonania ataków. Są to:
  - Dream Torch (jap. ドリーム・トーチ Dorīmu Tōchi) – część Symphony Set w posiadaniu Cure Dream, umożliwia jej wykonanie ataku Pretty Cure Crystal Shoot.
  - Rouge Tact (jap. ルージュ・タクト Rūju takuto) – część Symphony Set w posiadaniu Cure Rouge, umożliwia jej wykonanie ataku Pretty Cure Rouge Burning.
  - Lemonade Castanet (jap. レモネード・カスタネット) – część Symphony Set w posiadaniu Cure Lemonade, umożliwia jej wykonanie ataku Pretty Cure Lemonade Shining.
  - Mint Leaf (jap. ミント・リーフ) – część Symphony Set w posiadaniu Cure Mint, umożliwia jej wykonanie ataku Pretty Cure Mint Shield.
  - Aqua Ribbon (jap. アクア・リボン Akua Ribon) – część Symphony Set w posiadaniu Cure Aqua, umożliwia jej wykonanie ataku Pretty Cure Aqua Tornado.

### seriaGoGo!
- CureMo (jap. キュアモ Kyuamo) – urządzenie służące do przemiany w Pretty Cure. Swoim wyglądem przypomina komórkę, ale ma tylko trzy przyciski. Przy przemianie dziewczęta wciskają najpierw lewy, prawy i środkowy przycisk w kształcie róży.
- Milky Palette (jap. ミルキィ・パレット Mirukyi Paretto) – urządzenie przypominające paletę cieni do powiek, dzięki któremu Milky Rose może wykonać atak Milky Rose Metal Blizzard.
- Milky Note (jap. ミルキィ・ノート Mirukyi Nōto) – urządzenie stworzone przez Nattsa i Milky. Morze przekształcić się w Milky Mirror.
- Rose Pact (jap. ローズ・パクト Rōzu Pakuto) – klucz do Cure Rose Garden.
- Milky Mirror (jap. ミルキィ・ミラー Mirukyi Mirā) – umożliwia Milky Rose wykonanie ataków Blizzard i Metal Blizzard.
- Cure Fleuret (jap. キュア・フルーレ Kyua Furūre) – przedmioty służące Pretty Cure do wykonania ataków (fleuret po francusku oznacza floret). Są to:
  - Crystal Fleuret (jap. クリスタル・フルーレ Kurisutaru Furūre) – Light of Hope – Fleuret Cure Dream.
  - Fire Fleuret (jap. ファイヤー・フルーレ Faiyā Furūre) – Light of Passion – Fleuret Cure Rogue.
  - Shining Fleuret (jap. シャイニング・フルーレ Shainingu Furūre) – Light of Effervescence – Fleuret Cure Lemonade.
  - Protect Fleuret (jap. プロテクト・フルーレ) – Light of Tranquility – Fleuret Cure Mint.
  - Tornado Fleuret (jap. トルネード・フルーレ) – Light of Intelligence – Fleuret Cure Aqua.
  - Starlight Fleuret (jap. スターライト・フルーレ) – Fleuret Shining Dream. pozwala jej na wykonanie ataku Starlight Solution.
  - Black Fleuret (jap. 黒いフルーレ Kuroi Furūre) – fleuret użyty przez Coco, gdy był pod kontrolą Mushibana. Nie jest to potwierdzone, że jest on częścią Cure Fleuret, ale Cure Dream nazywa to Black Fleuret.

## Lokacje
- L'École des Cinq Lumières (jap. サンクルミエール学園) – Szkoła, do której uczęszczają główne bohaterki. Nazwa pochodzi z jęz. francuskiego i oznacza "Szkoła Pięciu Świateł".
- Królestwo Palmier (jap. パルミエ王国 Parumie Ōkoku) – Świat, z którego pochodzą Coco i Nuts.
- Nightmare (jap. ナイトメア Naitomea) – Miejsce, z którego pochodzą wrogowie z pierwszej serii.
- Natts House – Sklep z biżuterią prowadzony przez Natts'a.
- Espoir – Salon piękności prowadzony przez mamę Nozomi. Nazwa sklepu tłumaczona z francuskiego znaczy nadzieja.
- Fleuriste Natsuki – Kwiaciarnia prowadzona przez rodziców Rin. Słowo Fleuriste kwiaciarz w języku francuskim.
- Cure Rose Garden (jap. キュアローズガールデン Kyua Rōzu Gāruden) – Tajemniczy ogród strzeżony przez Florę. Kluczy do ogrodu strzegą Czterej Władcy.
- Eternal (jap. エターナル Etānaru) – Miejsce, z którego pochodzą wrogowie z drugiej serii.

## Muzyka

### Yes! PreCure 5
Opening
- "PreCure 5, Smile GoGo!" (jap. プリキュア5、スマイル go go!), Mayu Kudō, Young Fresh, Mayumi Gojō, Yuka Uchiyae

Ending
- "Kirakira Shichatte My True Love!" (jap. キラキラしちゃってMy True Love!) (1-32), Kanako Miyamoto

Mayumi Gojō
- "Ganbalance de Dance ~Yume Miru Kisekitachi~" (jap. ガンバランスdeダンス〜夢見る奇跡たち〜) (33-49 + film), Kanako Miyamoto z Precure 5

### Yes! PreCure 5 GoGo
Opening
- "PreCure 5, Full Throttle GoGo!" (jap. プリキュア5、フル·スロットルGO GO!), Mayu Kudō z Precure 5

Ending
- "From Hand to Hand, the Heart also Links!!" (jap. 手と手つないで ハートもリンク!! Te to Te Tsunai de Hāto mo Rinku!!) (1-29), Kanako Miyamoto z Young Flesh
- "Ganbalance de Dance! ~Relay of Hope~" (jap. ガンバランスdeダンス〜希望のリレー〜 Ganbalance de Dance ~Kibō no Rirē~) (30-48), Cure Quartet
- "Birthday Party", Mika Mifune & THE TRA★BRYU z Renon